# Всероссийский научно-исследовательский институт транспортного машиностроения
Всероссийский научно-исследовательский институт транспортного машиностроения (ВНИИ-100, ОАО «ВНИИтрансмаш») — российское научно-производственное предприятие по разработке бронетехники, а также — комплексный научный исследовательский конструкторский производственный и испытательный центр транспортного машиностроения. 
Принимал участие в создании шасси для космических аппаратов серии «Луноход», специальных роботов для ликвидации последствий аварии на Чернобыльской АЭС (см. роботизированный комплекс «Клин») и так далее.

## История
11 июня 1948 года  был создан «Всесоюзный научно-исследовательский танковый и дизельный институт» с целью обеспечения превосходства советской бронетанковой техники над зарубежными аналогами. Для достижения этой цели требовалось проведение фундаментальных научных исследований, направленных на разработку передовых технических решений, улучшающих характеристики отечественной бронетехники. 
4 июня 1949 года Приказом № 1 по институту от первым директором стал Жозеф Котин, под руководством которого начались работы над плавающим танком Т-10 и бронетранспортёром БТР-50П. В 1951 году из структуры ВНИИ-100 выделилось ОКБТ ленинградского Кировского завода, что позволило сосредоточиться на инновационных проектах. Ключевым этапом стало строительство испытательной базы в посёлке Горелово, завершившееся к 1962 году.

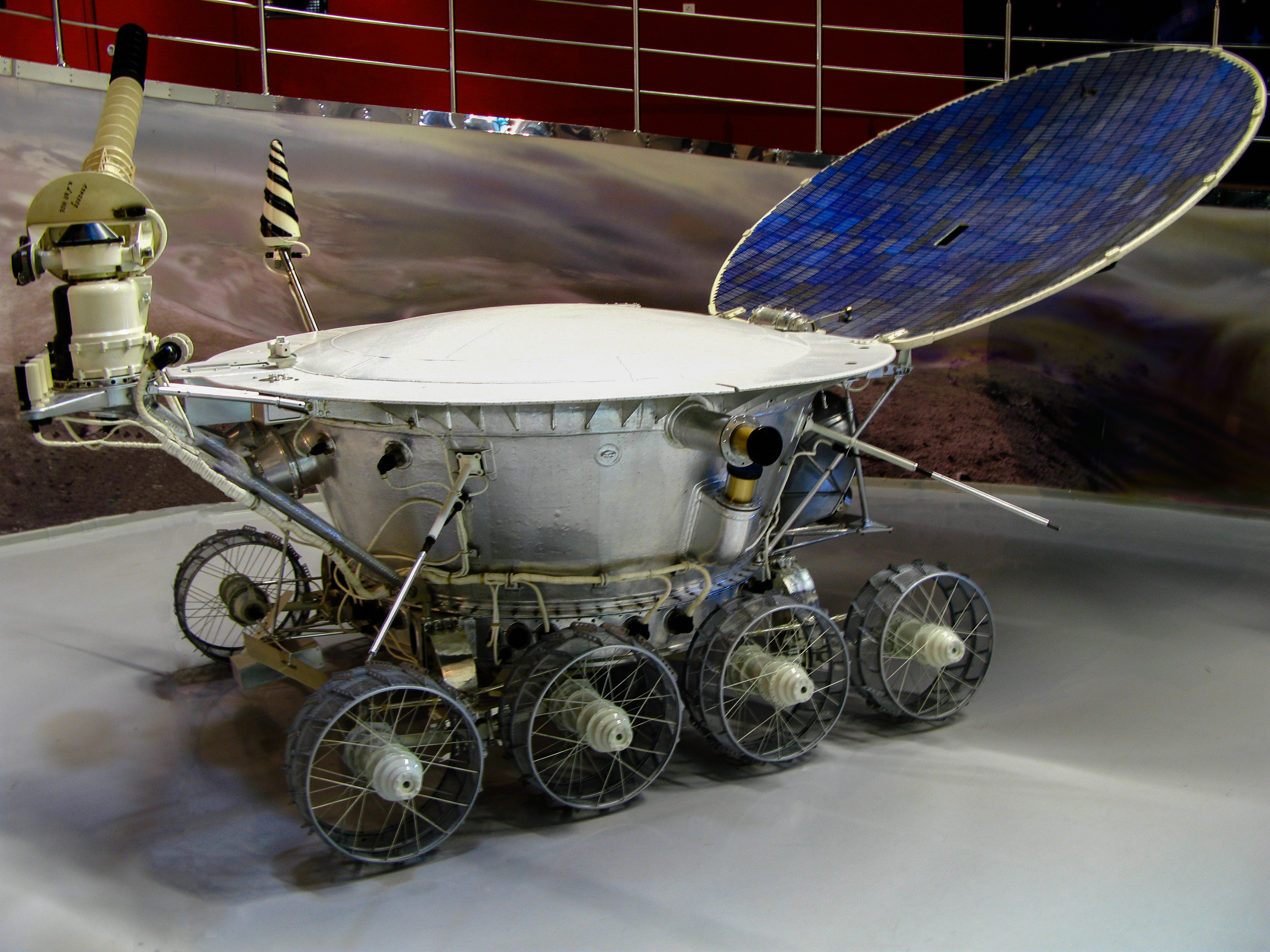
«Луноход 1»

В 1960-е годы институт не только занимался теоретическими исследованиями и разработкой новых моделей бронетанковой техники, но и активно участвовал в космических проектах. В 1963 году начались работы по созданию шасси для лунохода. В 1966 году Институт был включён в состав Министерства оборонной промышленности и получил название «Всесоюзный научно-исследовательский институт транспортного машиностроения» — ВНИИтрансмаш. Успехи по созданию шасси привели к запуску «Луноход-1» в 1970 году, который преодолел 10 540 м по лунной поверхности. Позже, в 1973 году, «Луноход-2» увеличил этот рекорд до 42 км. Разработанные институтом системы использовались в миссиях к Марсу и Венере, включая приборы для анализа грунта и подвижные аппараты.
Институт внёс значительный вклад в развитие бронетанковой техники. В 1970-е годы здесь создавались опытные образцы танков с гидромеханическими трансмиссиями и системами защиты от оружия массового поражения. Для всесторонних испытаний техники институт создал сеть отраслевых научно-исследовательских станций (ОНИС) в разных климатических зонах: «Струги Красные» (умеренный климат), «Каракумская» (пустынные условия), «Ладога» (испытания на воде, каменистых грунтах и местности с обильным снежным покровом). В 1980-е годы введены климатические комплексы и моделирующие стенды, позволившие тестировать технику в экстремальных условиях. С 1990-х годов направления деятельности расширились: разрабатывались лесопожарные машины, роботизированные комплексы для ликвидации аварий (включая Чернобыльскую АЭС), а также компоненты для высокоскоростных поездов.  
В 1993 году предприятие было переименовано во «Всероссийский научно-исследовательский институт транспортного машиностроения», сокращённо ОАО «ВНИИтрансмаш».
Указом Президента Российской Федерации от 27.08.07 г. № 1102 предприятие введено в состав научно-производственной корпорации «Уралвагонзавод».